# Le chemineau

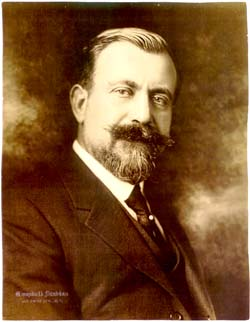
Albert Capellani, diretor do filme.

Le chemineau foi um filme curta-metragem mudo francês de 1905, produzido por Pathé Frères e dirigido por Albert Capellani. Foi lançado nos Estados Unidos em janeiro de 1906, sob o título The Strong Arm of the Law, ou The Tramp, ou The Vagabonde.

## Histórico
O filme, dirigido por Capellani, assemelha-se a uma cena inicial de Os Miseráveis, de Victor Hugo, porém não apresenta uma continuidade; um vagabundo é acolhido por um clérigo e rouba seus talheres. Há a cena final, em que o clérigo diz aos gendarmes que deu os talheres e o vagabundo desaparece.
Há uma cópia do filme no EYE Film Instituut Nederland film archive.